# Rise to Remain
Rise to Remain est un groupe de heavy metal et metalcore britannique, originaire de Londres, en Angleterre. Le groupe compte trois EP, et a participé à des festivals tels que le Download Festival ou encore le Sonisphere Festival. Ils sont élus « meilleur nouveau groupe » en 2010 par le magazine Metal Hammer. Le groupe sort son premier album, City of Vultures, le 5 septembre 2011, produit par Colin Richardson. Le groupe met un terme à ses activités en janvier 2015.

## Biographie

### Halide (2006–2008)
Ils se forment à Londres, à la fin 2006, avec Ben Tovey et Will Homer (ex-Hours Past) avec d'autres camarades de classe sous le nom de Halide comme projet parallèle. En quelques mois, le groupe solidifie sa formation, recrutant Austin Dickinson (ex-The Oath, fils de Bruce Dickinson, chanteur du groupe Iron Maiden) au chant après que leurs groupes respectifs ait effectué un dernier concert au Tufnell Park Dome et commencent à jouer à l'échelle locale, cherchant à jouer plus. Halide enregistre un EP trois titres, qui deviendra viral sur Myspace. Il atteint l'intérêt de promoteurs indépendants. Au début de 2008, ils jouent à l'Islington Academy en soutien à Sylosis.

### Débuts (2008–2010)
Le groupe change de nom pour Rise to Remain, et joue un dernier concert sous le nom de Halide au Camden Rock Bar. La performance qui suit au Download Festival attire un peu l'intérêt, notamment celui de l'agent Paul Ryan. Durant l'été 2008, le groupe entreprend un premier enregistrement sous Rise to Remain, avec l'EP Becoming One.
Le groupe devient plus actif, et joue avec des groupes locaux comme Exit Ten et Viatrophy, et avec le groupe de death metal australien The Red Shore, avant même d'entamer une tournée en tête d'affiche avec Holy Grail, et de jouer en soutien à Shadows Fall, Five Finger Death Punch, The Haunted et Trivium, puis d'apparaitre au Sonisphere Festival et au Download Festival. Le groupe enregistre une reprise du morceau The Rage de Judas Priest pour une compilation Metal Hammer. Pendant l'enregistrement de Bridges Will Burn, le groupe signe au label indépendant Transcend Records, mais le contrat n'est pas honoré et le groupe quitte le label et reste in dépendant alors qu'il sort un EP gratuit pour Metal Hammer en 2010. Le 14 juin 2010, Rise to Remain reçoit le Metal Hammer Golden God Award. Toujours en 2010, le groupe remporte un prix dans la catégorie « meilleur nouvel arrivant » par Kerrang!. Le groupe joue avec Korn à leur tournée britannique en 2010, puis joue avec Funeral for a Friend, en passant par une tournée européenne avec Bullet for My Valentine en novembre 2010.

### Major etCity of Vultures(2011–2012)

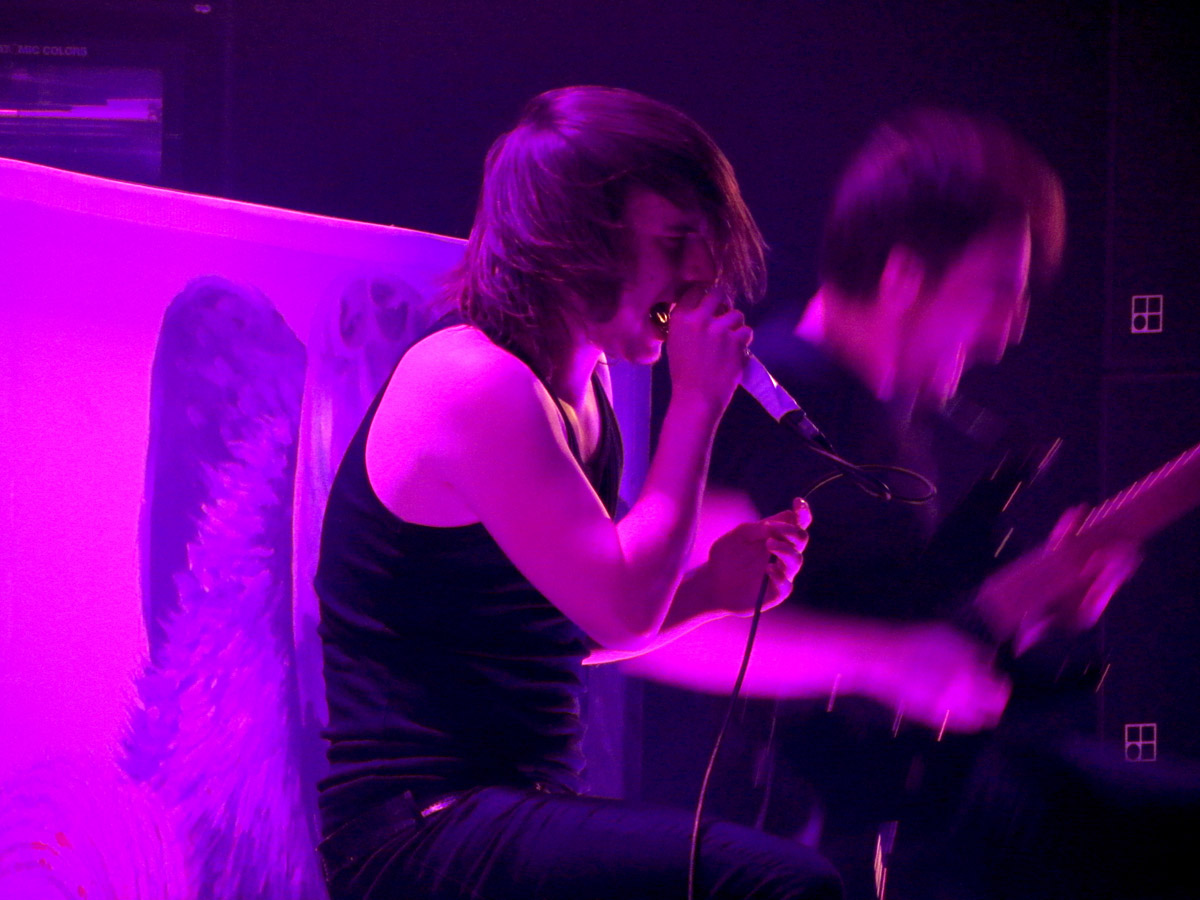
Austin Dickinson, chanteur de Rise to Remain, à Stadthalle Offenbach.

Le groupe ouvre pour Iron Maiden pendant la partie indonésienne et singapourienne de leur tournée mondiale en février 2011, puis apparait au festival australien Soundwave Festival, avec notamment Sevendust, Stone Sour, et Queens of the Stone Age. À leur retour au pays, ils signent avec la major EMI Records, et publie un morceau issu de leur premier album, intitulé The Serpent. Le groupe part jouer avec Funeral for a Friend à leur tournée mondiale entre mars et avril. Ils jouent ensuite à des festivals estivaux comme le Download Festival, le Sonisphere, Hevy Festival et Graspop Festival.
Leur premier album, City of Vultures, est publié le 5 septembre et débute 83e des charts britanniques. Le groupe lance sa tournée britannique en 2011 avec The Safety Fire et Bleed from Within. La tournée comprend 19 dates et se termine le 1er octobre. Peu de temps après, ils sont annoncés avec Chimera sur scène, mais décideront finalement de jouer pour Machine Head l'année suivante. En novembre, Rise to Remain joue avec Trivium et In Flames en Europe.
Après leur tournée avec Trivium et In Flames, Rise to Remain s'arrête pour les tournées de 2011. À commencer le 15 janvier 2012, Rise to Remain est annoncé avec Machine Head, aux côtés de Suicide Silence et Darkest Hour. Cependant le 6 janvier 2012, le bassiste Joe Copcutt et le batteur Pat Lundy annoncent leur départ du groupe. Lundy sera batteur du groupe de post-hardcore gallois Funeral for a Friend et Copcutt jouera de la basse au sein du supergroupe anglo-canadien AxeWound. Le groupe devra alors annuler sa participation à la tournée. City of Vultures est publié le 24 janvier en Amérique du Nord, en parallèle au Machine Head US Tour.
Le groupe recrute Adam Lewin à la batterie, et Josh Hammond à la basse pour leur deuxième tournée en tête d'affiche, en mars 2012. Cependant, une semaine après la fin de la tournée, Josh Hammond quitte le groupe. Le groupe le remplace par le bassiste Conor O'Keefe. City of Vultures est publié le 5 juin 2012 aux États-Unis. Rise to Remain continue les tournées, apparaissant notamment au Vans Warped Tour, le 13 juin 2012.

### Second album et séparation (2013–2015)
En 2013, Rise to Remain commence à écrire un second album. Le groupe joue un concert privé à Londres, une performance au Download Festival le 14 juin en ouverture. Au Download Festival, le groupe joue un nouveau morceau intitulé Over and Over. Le 10 février 2014, le groupe sort Over and Over, diffusé au Rock Show de la Radio 1.
En janvier 2015, le groupe annonce sa séparation, les trois membres, Will, Connor, et Austin, continuant au sein d'un nouveau groupe appelé As Lions.

## Style musical et influences
Rise to Remain est un groupe essentiellement metalcore influencé par les racines du heavy metal, du punk hardcore, et du hard rock. Austin Dickinson explique que le groupe s'est inspiré de Killswitch Engage, Lamb of God, Slipknot, Pantera, Metallica, Deftones, Rage Against the Machine, Parkway Drive, Unearth, All That Remains, Trivium, In Flames, Shadows Fall, Rush, Nirvana, et Machine Head. Austin explique dans une interview, « Je m'inspire personnellement de Chino Moreno des Deftones, Mike Patton des Faith No More et de Jesse Leach de Killswitch Engage. Je crois que ces trois chanteurs ont compris la technique, les paroles et la presénce sur scène que je respecte un max. » Le groupe a aussi repris Judas Priest et Metallica avec les morceaux The Rage et Enter Sandman, respectivement. Aussi, sur l'album Kerrang Presents Nirvana: Nevermind Forever, Rise to Remain reprend Breed de Nirvana, à l'origine extrait de l'album Nevermind pour rendre hommage à ce groupe qui les inspire.
Lors d'une interview avec le guitariste Ben Tovey, il révèle s'inspirer de « Metallica, Pantera, Sepultura, Fear Factory, Shadows Fall, Chimaira, Killswitch Engage, Bullet for My Valentine, Iron Maiden, Linkin Park, Ill Niño, Limp Bizkit, Hatebreed, Lamb of God, et All That Remains... pour en nommer quelques-uns! »

## Membres

### Derniers membres
- Austin Dickinson - chant (2007–2015)
- Ben Tovey - guitare (2006–2015)
- Will Homer - guitare rythmique (2006–2015)
- Conor O'Keefe – basse (2012–2015)
- Adam Lewin - batterie (2012–2015)

### Anciens membres
- Theo Tan - basse (2006–2008)
- Ali Blanc - batterie, percussions (2007–2008)
- Aubrey Jackson-Blake - synthétiseur (2007–2008)
- Timothy Shelley - batterie (2007)
- Joe Copcutt - basse (2008–2012)
- Pat Lundy - batterie (2008–2012)
- Josh Hammond - basse (2012)

## Discographie
- 2007 : Illusive Existence
- 2008 : Becoming One
- 2010 : Bridges Will Burn
- 2011 : City of Vultures